# Christian Scholz (Politiker)
Christian Karl Scholz (* 27. Juli 1874 in Wiesbaden; † 8. Mai 1931 in Mainz) war ein deutscher Politiker (DVP) und hessischer Abgeordneter des Landtags des Volksstaates Hessen in der Weimarer Republik.
Christian Scholz war der Sohn des Kaufmanns Karl Philipp Scholz und dessen Frau Anna Maria Ottilie geborene Henkell. Christian Scholz arbeitete als Fabrikant in Mainz und heiratete am 20. Januar 1900 in Geisenheim Mathilde geborene Schultz. 1926 wurde er Präsident der IHK Mainz.
Für die DVP war er Stadtrat in Mainz und drei Wahlperioden lang von 1921 bis 1931 Landtagsabgeordneter. Nach seinem Tod rückte Martin Jakob Kärcher für ihn in den Landtag nach. Er war evangelischen Glaubens.